# Aspire Tower
Aspire Tower er et kompleks af skyskrabere i Qatar.

## Eksterne links
- Official site

| Bygning eller seværdighed | Spire Denne artikel om en bygning, et bygningsværk eller en seværdighed er en spire som bør udbygges. Du er velkommen til at hjælpe Wikipedia ved at udvide den. |

25°15′45″N 51°26′41″Ø / 25.26247°N 51.44483°Ø